# Encyclia bradfordii
Encyclia bradfordii là một loài thực vật có hoa trong họ Lan. Loài này được (Griseb.) Carnevali & I.Ramírez mô tả khoa học đầu tiên năm 1986.